# Time-Shift (Messverfahren)
Time-Shift (auf Deutsch Zeitverschiebungsverfahren (ZVV)) ist ein Messverfahren, das auf der Rückstreuung von Licht (z. B. Laserlicht) durch Partikel basiert. Es wird zur Bestimmung von charakteristischen Eigenschaften (Größe und Geschwindigkeit) einzelner Partikel in einem Aerosol oder Spray verwendet. Aus diesen Größen können wiederum der Tropfenimpuls und der Volumenstrom im Messpunkt bestimmt werden.

## Geschichte
Die Time-Shift-Methode selbst wurde erstmals von Semidetnov (1985) und Pavlovskii (1991) eingeführt. Eine Weiterentwicklung dieser Technik erfolgte durch mehrere Dissertationen an der Technischen Universität Darmstadt, unter anderem von Damaschke (2003), Bakis (2010), Kretschmer (2011), Schäfer (2012), Rosenkranz (2016) und Lingxi (2020). Zusätzlich gibt es ausgewählte externe Arbeiten, die direkt und indirekt zur Verfeinerung und Verbesserung dieser Technik beitragen: Wigger et al. (2018), Weich (2021), Wachter (2023) und Gödeke (2023). Die Entwicklung des ersten kommerziellen Geräts auf Basis dieser Technik wurde in Schäfer (2012) beschrieben, wo eine Kombination aus Time-Shift (TS) und Time-of-Flight (TOF) vorgeschlagen wurde: Time-Shift Time-of-Flight. Die ersten Messinstrumente auf Basis von TSTOF wurden in der Industrie schnell populär, da sie einfach zu bedienen sind und eine direkte Berechnungsmethode ermöglichen. Die aktuellste umfassende Beschreibung der TSTOF-Technik sowie die entsprechenden mathematischen Erklärungen finden sich in Schaefer et al. (2021).

## Anwendungsbereich
Dieses Verfahren findet hauptsächlich bei verfahrenstechnischen Aufgaben Anwendung. Dabei werden Tropfen und Partikel, die sich in Suspensionen und Emulsionen oder in einer anderen Flüssigkeit befinden, zuverlässig erfasst. Im Gegensatz zur Phasen-Doppler-Technik kann das Verfahren zwischen Blasen und Feststoffpartikeln unterscheiden. Durch intensive Forschung wurde es möglich, ein kompaktes Analysegerät zu konstruieren, das nun für den industriellen Einsatz von Nutzen ist. Dieser Aufbau und der damit verbundene Vorteil entsteht dadurch, dass Sender- und Empfängeroptiken auf einem gemeinsamen Träger befestigt und somit leicht zu positionieren sind.

## Eigenschaften
Es handelt sich hierbei um ein verbessertes Zeitverschiebungsverfahren, deshalb ist es leichter anpassungsfähig. Für diese Anpassungsfähigkeit sorgt die Möglichkeit des Vorwärts- und Rückwärtsstreuverfahrens. Es bestimmt sowohl die Größe, Geschwindigkeit als auch die Anzahl der Partikel und damit auch den Volumenstrom. In vielen Fällen ist es auch möglich, sich den Brechungsindex angeben zu lassen. Durch dieses Verhältnis kann man die Phase oder das Material, das gerade gemessen wird, bestimmen.

## Funktionsweise
Der Laserstrahl wird von Linsen fokussiert. Das Licht, das durch die Partikel gestreut wurde, teilt sich in s (senkrecht)- und p(parallel)-polarisiertes Licht auf und wird von zwei Photodetektoren separat erfasst. Das Signal, das von den Detektoren kommt, liefert die notwendigen Informationen, um die Größe, Geschwindigkeit und den Brechungsindex der Partikel und Tröpfchen exakt abzuschätzen.